# Videoknjiga
Videoknjiga je danas postala sinonim za online učenje uz pomoć preuzimanja prigodnih materijala s interneta, za njegovu realizaciju. Većina videoknjiga zapravo predstavlja pojedinačne web stranice koje su napravljene tako da korisniku omoguće što lakše i brže upoznavanje sa željenom temom. Glavna komponenta videoknjige je kako samo ime kaže, video. Za razliku od tiskane (tiskanog teksta) ili audio (zvučni zapis) knjige, videoknjiga je istodobno uz dani tekst popraćena i vizualnim i auditivnim elementima.

## Razvoj
Naziv videoknjiga prvi put je zabilježen i upotrijebljen 1982. godine u Velikoj Britaniji od strane "Yorkshire film producers studio" kao marketinški znak za prodavanje filmova, u vrijeme dok su oni bili dostupni samo u videotekama. Dozvola služenja tim imenom (videoknjiga) u komercijalne svrhe bila je u njihovom vlasništvu do 2000., kada je preuzima druga filmska kompanija iz VB-e. 
U današnje vrijeme videoknjiga je postala sinonim za online učenje koje se bazira na preuzimanju internetskih materijala potrebnih za razumijevanje određenog sadržaja. Većina videoknjiga zapravo predstavlja pojedinačne web stranice koje su napravljene tako da korisniku omoguće što lakše i brže upoznavanje s određenom temom. Po izgledu i sadržaju se može reći da su slične 'normalnim' knjigama, samo što uz sam tekst nude i neke popratne sadržaje, kao što su animacije ili komentari pripovjedača.

## Karakteristike

### Dostava
Dostava videoknjige temelji se na preuzimanju sadržaja putem interneta, bilo uz malu naknadu prilikom prvog preuzimanja, ili pak u nekim slučajevima potpuno besplatno.

### Fokus
Fokus videoknjige čini video sadržaj vezan uz odabranu temu.

### Sloboda učenja
Iako postoji određeni predložak kojim se redoslijedom služiti videoknjigom, korisnik ima potpunu slobodu da to učini sasvim drugačije, prema vlastitoj želji.

### Sloboda poučavanja
Osoba koja sadržaj stavlja na internet, ima također potpunu slobodu da to učini onako kako on smatra da je najbolje.

### Povezanost
Nije potrebna internetska veza da bi se pristupilo videoknjizi (ona je naime potrebna samo prilikom preuzimanja).

### Prijenos
Videoknjiga nije ni u čijem vlasništvu pa ju se bez problema može dalje prosljeđivati.

### Ciljana grupa korisnika
Videoknjiga nije namijenjena velikim tvrtkama, već korisniku pojedinačno.

### Troškovi
Pripremanje videoknjige ne zahtijeva velike troškove.

### Priprema
Videoknjiga može biti vezana uz bilo koju temu, bilo da je pripremljena u stilu Microsoft PowerPoint prezentacije, da sadrži animacije, ili da je popraćena audio komentarima.

## Usporedba videoknjige s učenjem putem računala i e-učenjem
Učenje putem računala predstavlja jedan vrlo kvalitetan medij, no zbog svoje vrlo visoke cijene, namijenjen je prvenstveno velikim tvrtkama. Ista stvar je i s e-učenjem. Cijena je ono što običnom pojedincu određuje hoće li se služiti jednim od dva gore navedena medija ili će se odlučiti za jeftiniju, ali isto tako efikasnu varijantu, zvanu videoknjiga. Daljnja razlika između e-učenja i videoknjige je ta, što je prilikom e-učenja potrebna stalna povezanost s internetom. Kao što je već navedeno, videoknjiga ne zahtijeva pristup internetu svaki put kada se želi pristupiti sadržaju. Ona je potrebna samo prilikom prvog preuzimanja sadržaja za koji je pojedinac zainteresiran.

## Vanjske poveznice
http://www.screenyorkshire.co.uk/default.asp?id=350  Arhivirana inačica izvorne stranice od 24. svibnja 2007. (Wayback Machine)